# 摩根·莫法特
摩根·莫法特（英語：Morgan Moffat，1943年1月22日—），英国、新西兰男子草地滚球运动员。他曾代表苏格兰、新西兰参加1974年、1978年和1982年英联邦运动会草地滚球比赛，获得二枚银牌和一枚铜牌。